# 7, Hyden Park - La casa maledetta
7, Hyden Park - La casa maledetta è un film del 1985 diretto da Martin Herbert (alias Alberto De Martino).

## Trama
Joanna è una donna paraplegica, costretta su una sedia a rotelle sin dalla giovinezza, quando cadde da una scalinata per sfuggire a un falso prete, che la violentò. Nonostante tutto, Joanna è piena di vita: s'allena in un centro sportivo per paraplegici e intende partecipare a un'importante gara. Per di più, il suo istruttore Graig le propone di sposarla e lei, nonostante le diffidenze della sua migliore amica e assistente Ruth, accetta la proposta. Ma il suo medico è preoccupato perché teme che in un rapporto intimo, Joanna possa rivivere l'esperienza traumatica del passato e ciò potrebbe provocarne la morte. Infatti, dopo il matrimonio, la donna inizia ad avere allucinazioni e sogni riguardanti il falso prete e una bambola che ripete un'inquietante filastrocca. Inoltre, ogni suo tentativo di donare una cospicua somma di denaro alla parrocchia risulta vano, poiché i preti a cui si rivolge scompaiono misteriosamente. In realtà, questi sono stati uccisi e anche le allucinazioni sono solo una messa in scena di Graig, che s'è accordato con Ruth per uccidere Joanna simulando un incidente per ereditare l'ingente patrimonio. Ma quando Joanna per caso scopre l'omicidio di Ruth da parte del marito, capisce la verità e si scontra con Graig in una drammatica lotta per la sopravvivenza.